# Hymne der Moldauischen Sozialistischen Sowjetrepublik
Молдова Советикэ (Transliteration Moldova Sovietică, deutsch Sowjetisches Moldawien) war die Nationalhymne der Moldauischen Sozialistischen Sowjetrepublik. Der Text wurde von Emilian Bukov und Ivan Bodarev geschrieben. Die Melodie stammt von Ștefan Neaga und Eduard Lasarew.

## Verse im offiziellen kyrillischen Alphabet
Молдова Советикэ, плаюл ностру’н флоаре,

Алэтурь де алте републичь сурорь

Пэшеште ымпреунэ ку Русия маре

Спре ал Униуний сенин виитор.

Дойна ынфрэцирий прослэвеште Цара,

Ку ынцелепчуне кондусэ де Партид.

Кауза луй Ленин – каузэ мэряцэ –

О ынфэптуеште попорул стрынс унит.

Славэ ын вякурь, ренэскут пэмынт!

Мунка сэ-ць фие креатор авынт!

Ши комунизмул – цел нестрэмутат –

Ыналцэ-л прин фапте пентру феричиря та!

## Lateinische Transliteration
Moldova Sovietică, plaiul nostru-n floare,

Alături de alte republici surori

Pășește împreună cu Rusia mare

Spre al Uniunii senin viitor.

Doina înfrățirii proslăvește Țara,

Cu înțelepciune condusă de Partid.

Cauza lui Lenin – cauză măreață –

O înfăptuiește poporul strâns unit.

Slavă în veacuri, renăscut pământ!

Munca să-ți fie creator avânt!

Și comunismul – țel nestrămutat –

Înalță-l prin fapte pentru fericirea ta!

## Deutsche Übersetzung
Sowjetisches Moldawien, unser blühendes Land,

Neben anderen Schwesterrepubliken

Schreiten wir gemeinsam mit dem großen Russland

In Richtung einer heiteren Zukunft der Union.

Der Gesang der Brüderlichkeit verherrlicht das Land,

Mit Weisheit geleitet von der Partei.

Lenins Sache – großartige Sache –

Sie verwirklicht das Volk fest vereint.

Ruhm in Jahrhunderten, wiedergeborene Erde!

Die Arbeit sei dir Schöpfer des Aufschwungs!

Und den Kommunismus – unerschütterliches Ziel –

Erhöhe ihn durch Taten für dein Glück!